# Pollenia pseudorudis
Pollenia pseudorudis är en tvåvingeart som beskrevs av Knut Rognes 1985. Pollenia pseudorudis ingår i släktet vindsflugor, och familjen spyflugor. Inga underarter finns listade i Catalogue of Life.